# عبد الهادي المنصوري
عبد الهادي بن أحمد بن عبد الوهاب المنصوري (1976)، مساعد وزير الخارجية السعودي للشؤون التنفيذية منذ 12 مارس 2021. شغل منصب رئيس الهيئة العامة للطيران المدني في السعودية، منذ 8 مايو 2019 حتى 12 مارس 2021.

## التعليم
حاصل على شهادة البكالوريوس في علوم الحاسب الآلي من جامعة الملك عبدالعزيز.

## السيرة المهنية
وكان المنصوري يشغل قبلها مساعداً لوزير النقل بالمرتبة الممتازة. كما أنه عمل وكيلا لوزارة الصحة للموارد البشرية. ومستشاراً لوزير الطاقة والصناعة والثروة المعدنية ومديراً للموارد البشرية. ووكيلاً لوزارة النقل للخدمات المشتركة ورئيسًا للهيئة العامة للطيران المدني 